# Desis galapagoensis
Espèce
Desis galapagoensis est une espèce d'araignées aranéomorphes de la famille des Desidae.

## Distribution
Cette espèce est endémique des îles Galápagos en Équateur.

## Étymologie
Son nom d'espèce, composé de galapago[s] et du suffixe latin -ensis, « qui vit dans, qui habite », lui a été donné en référence au lieu de sa découverte, les îles Galápagos.

## Publication originale
- Hirst, 1925 : On a new marine spider (Desis galapagoensis n. sp.) from the Galapagos Islands. Annals and Magazine of Natural History, sér. 9, vol. 16, p. 271.